# Липковська Лідія Яківна
Лі́дія Я́ківна Липко́вська (28 квітня (10 травня) 1884, село Бабин, Бессарабська губернія, Російська імперія) — 22 березня 1958, Бейрут, Ліван) — українська і російська співачка (колоратурне сопрано). У шлюбі — Маршнер.

## Біографія

### У рідному селі
Лідія Липковська народилася 28 квітня (10 травня за новим стилем) 1884 року на Буковині — в селі Бабин Хотинського повіту Бессарабської губернії (нині Кельменецького району Чернівецької області) — в сім'ї сільського вчителя. У Лідії було троє сестер, четверо братів .
Тіткою Лідії була акторка Марія Заньковецька.
Згадуючи дитинство, Липковська писала :
| «Дивно виглядає моє життя, що обставини, в яких я жила до 12 років, не сприяли розвитку мого музичного дарування. Але це не так. Глухе село Бабино на тихому Дністрі, скромна сім'я народного вчителя, відсутність будь-якого інструменту і якої би то не було музики, крім хорового співу, все це не могло сприяти розвитку і прояву мого обдарування. Проте ніхто не заважав мені співати мої народні пісні і мріяти вчитися співу. У родині не надавали тому серйозного значення і насміхалися над дівчиськом-оригіналкою, яке уявляло себе майбутньою співачкою і марило театром». |
Липковська згадувала, що любила вийти на берег Дністра чи на галявину лісу і там досхочу віддаватися співу.

### У Кам'янці-Подільському
Поворотним у житті 11-річної Лідії Липковської став переїзд до губернського міста Кам'янця-Подільського та вступ до Маріїнської місцевої жіночої гімназії. Липковська так передала свої перші враження від Кам'янця-Подільського: «Що було для мене великою радістю? Місто! Театр! Для мене, яка ніколи не бачила міста і театру, це було знадливим».
1896 року Липковська стала ученицею п'ятого класу Кам'янець-Подільської Маріїнської жіночої гімназії (наймолодшим був сьомий клас) .
Невдовзі ім'я Лідії Липковської стало відомим у місті: місцеві меломани заговорили про чудове сопрано церковного хору жіночої гімназії. Липковська брала участь у численних благодійних концертах, незамінно співала в церковному хорі. Лідія Яківна так згадувала ті дні:
| «В дитинстві я була релігійна, мені снилися чудові сни з ангелами, зі святими, весь наш Миколаївський собор, білий із золотими куполами. На Різдво ми співали якось особливо, по-дитячому зворушливо, по-південному наївно… Ми „славили“ Різдво, ходили по місту з „вертепом“, плакали над маленьким дерев'яним Христом, жалілися йому на дитяче горе, пригощали ласощами з ялинки. На Великдень — інше, на Великдень, як би Вам передати? В той час наш підступний Смотрич шумів, бурлив, по урвищу збігали весняні струмки, з міського мосту кидались закохані… Ми, гімназистки, мріяли на цьому мості, а потім, на довгій великопостній службі, розповідали одна одній пошепки небувальщини про кам'янецьких „Ромео і Джульет“. Великодні пісні були першими піснями нашої молодості. Мене за мій голос, за моє п'ятиголосне „Господи помилуй!“ називали в місті „пташкою“. На недільну службу багато народу приходило послухати, як я співаю „Да виправиться“. Що тут таїти? — я була дуже-дуже горда моїм „успіхом“. Служив якось архієрей. Народу — повний собор. Починається наше „тріо“, я хоробро виходжу вперед і даю тон. Боже, що то було! Так сфальшивити, як тоді сфальшивила могла тільки я… примадонна! Почала співати — ще гірше. Вступив хор — жах. Наш регент кинувся з вибаченнями до архієрея, а той сказав: „Хіба помилилася? Голос чарівний і помилилася чарівно“». |

Будинок Маріїнської гімназії в Кам'янці-Подільському.
Листівка початку 20 століття

У Кам'янці-Подільському Лідія пробувала себе в різних ролях, зокрема, в ролі Офелії. У спогадах Липковська писала:
| «Якось, під час великої перерви, розпустивши волосся і зробивши „безумні очі“, принаймні мені так здавалося, я почала виконувати сцену безумства Офелії. В класі зібралося понад 30 дівчаток. Я так ввійшла в роль, що плакала справжніми сльозами, а припадками безумства лякала учениць, що спостерігали за моєю грою з великою цікавістю… Можливо, в розвитку драми я би дійшла до найвищої кульмінаційної точки, якби, відступаючи назад, не потрапила в обійми начальниці гімназії… Через декілька років я, виконуючи роль Офелії в паризькому „Гранд-опера“, часто в сцені безумства Офелії бачила хоча на мить себе серед класу гімназії і цю сцену з начальницею на чолі, себе заточену під арешт». |
1901 року Липковська закінчила Кам'янець-Подільську Маріїнську жіночу гімназію. Як засвідчує атестат, виданий на ім'я Лідії Липковської, випускниця при відмінній поведінці (12 балів) виявила гарні успіхи у вивченні всіх предметів. Вона мала право бути домашньою вчителькою і викладати ті предмети, з яких виявила добрі успіхи .
Проте домашньою вчителькою Липковська не стала. Навесні 1901 року 17-річна Лідія познайомилася в Кам'янці-Подільському з Христофором Маршнером, який 1897 року закінчив Кам'янець-Подільську чоловічу гімназію , вивчав східні мови в Петербурзькому університеті та приїхав на Великодні свята до батьків. Особливо Лідію та Христофора зблизило те, що обоє захоплювалися творчістю Шекспіра. Коли Христофор Маршнер приїхав до батьків Лідії Липковської просити благословення на шлюб, то отримав відмову: батько вважав доньку занадто юною, тож радив зачекати з одруженням 2—3 роки. Проте проти волі батьків Лідія таємно взяла шлюб із Христофором і виїхала з ним у Петербург .

### У Петербурзі
1906 року закінчила Петербурзьку консерваторію. Навчалася в Наталії Ірецької.

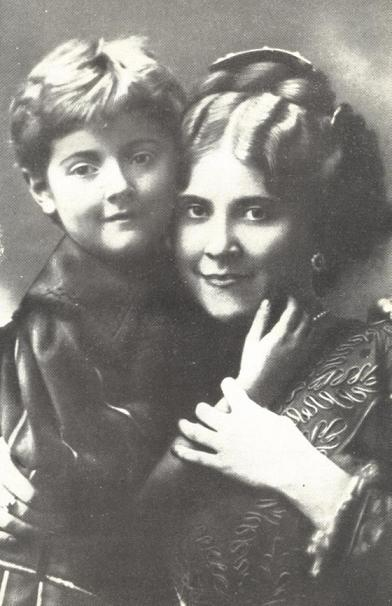
Із донькою Аріадною

У 1906—1916 роках (з перервами) була солісткою Маріїнського театру в Петербурзі.
У 1909—1914 роках гастролювала в містах Західної Європи та Північної Америки.
Від 1917 року жила за кордоном. У 1927—1929 роках гастролювала в СРСР. Виступала в Україні — в Києві, Одесі, Дніпропетровську, Харкові.

## Партії
- Наталка («Наталка Полтавка» Миколи Лисенка).
- Татьяна («Євгеній Онєгін» Петра Чайковського).

## Голос та артистизм

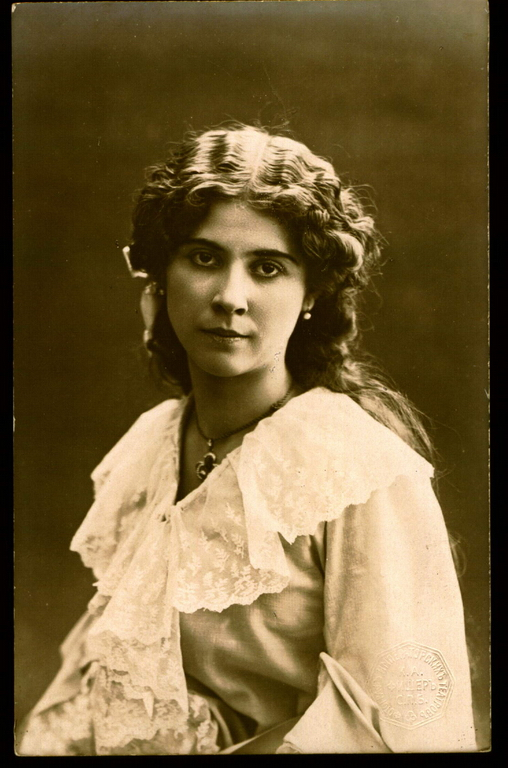
Лідія Липковська

Лідія Липковська мала надзвичайно красивий голос «сріблистого» теплого тембру та широкого діапазону (три октави, вільно брала фа третьої октави), легко виконувала віртуозні пасажі. Її голос порівнювали із флейтою та скрипкою. Зарубіжні музичні критики називали артистку «північною зіркою», ставили її в один ряд із видатними співачками Марією Ван Зандт, Аделіною Патті, Марією Малібран, Амелітою Галлі-Курчі.
Відзначали також драматичний талант співачки: «Вона — завершена трагедійна актриса. Патетична гра, сильна промовистість і скульптурно гармонійна жестикуляція роблять Лідію Липковську однією з найвидатніших артистичних фігур епохи» .

## Ушанування пам'яти
- У Чернівцях існує вулиця Лідії Липковської.
- У селищі Кельменці Дністровського району Чернівецької області існує вулиця Лідії Липковської.
- У селі Іванівці Дністровського району Чернівецької області існує вулиця Лідії Липковської.[10]
- У селі Ленківці Дністровського району Чернівецької області існує вулиця Лідії Липковської.